# Вулкан Ишканул
«Вулкан Ишканул» (какч. Ixcanul) — драма, дебютный фильм режиссёра и сценариста Хайро Бустаманте и первый фильм на какчикельском языке. В главных ролях снимались Мария Мерседес Корой, Марвин Корой, Мануэль Мануэль Антун, Хусто Лоренсо и Мария Телон. Картина была показана на 65 Берлинском кинофестивале, где получила премию Альфреда Бауэра.
В центре сюжета лежит история какчикельской девушки Марии (Мария Мерседес Корой), которая вместе с семьёй работает на кофейной плантации на склоне вулкана Ишканул. Родители договариваются о браке Марии со знакомым мужчиной, однако её спокойствие нарушает ночь любви с другом детства. Фильм затрагивает многие проблемы современной Гватемалы, включая безработицу, эмиграцию и торговлю детьми.

## Проблематика
Фильм критикует расизм и мачизм, распространённые в современной Гватемале. Также затрагивается тема торговли детьми (включая новорожденных), проблема, особенно актуальная для Гватемалы в 1990-е годы.
Картина также показывает сельские общины Гватемалы, жители которых живут в крайней нищете, не говорят по-испански и не имеют доступа к базовым социальным услугам.
В фильме показаны различные аспекты мировоззрения коренных народов Гватемалы, их традиции, истории. Действие фильма происходит на фоне зелёных кофейных плантаций, вулканического песка и пыльных дорог.

## Сюжет
Мария, молодая какчикельская девушка, 17 лет, хочет изменить свою судьбу, Она застенчива, немногословна и чаще общается с людьми только взглядом.
Несмотря на то, что родители Марии договариваются о её браке с Игнасио, состоятельным работником плантации, она продолжает общаться с другом детства Пепе. Пепе пытается соблазнить Марию и обещает увезти её в США.
Мария проводит ночь с Пепе и вскоре узнаёт, что беременна. Пепе один уезжает из деревни, и мать Марии, Хуана, пытается спровоцировать у дочери выкидыш, но безрезультатно. Время проходит и Хуана начинает радоваться будущему внуку: она поддерживает дочь и помогает рассказать обо всём отцу Марии. Вместе они пытаются договориться с Игнасио, женихом Марии, который возмущен беременностью невесты и угрожает выгнать семью с плантации. Пытаясь спасти семью от потери работы и избавиться от змей, наводнивших поля, Мария следует старым традициям и проходит босиком по полю. Её кусает ядовитая змея. Родители и Игнасио везут её в больницу в Гватемале. Врачам удаётся спасти её и новорождённого ребёнка, но воспользовавшись тем, что семья Марии не говорит по-испански, они сообщают им, что ребёнок мёртв, и обманом заставляют подписать отказ.
Мария не верит, что её ребёнок умер, и через несколько дней выкапывает гроб и с ужасом понимает, что там лежат только кирпичи: её дочь украли. Сотрудники больницы договорились с Игнасио — единственным, знающим испанский. Игнасио не расторгает помолвку и предлагает отцу Марии фактически продать ему дочь в обмен на сохранение рабочего места на плантации.
Фильм заканчивается сценой подготовки к свадьбы, когда мать Марии делает дочери причёску и закрывает её лицо смятой белой вуалью.
Вулкан символизирует жизнь Марии. Как и она, вулкан вот-вот начнёт извергаться, но в итоге это не происходит; Мария хочет сбежать из мира, в котором находится, хочет увидеть, что там, за пределами общины, но ей это не удается.

## Саундтрек
Фильм не использует саундтрек, и вместо этого зритель слышит звуки, которые помогают создать атмосферу и придают правдивость истории. Гул вулкана, голоса в ночи, шепот ветра сопровождают развитие сюжета.

## Награды
«Вулкан Ишканул» — гватемальский фильм, получивший самое большое количество международных наград и номинаций в истории кинематографа Центральной Америки.
| Премия                               | Фестиваль                                            | Результат                     |
| ------------------------------------ | ---------------------------------------------------- | ----------------------------- |
| Золотой медведь                      | Берлинский кинофестиваль                             | Номинация                     |
| Премия Альфреда Бауэра               | Берлинский кинофестиваль                             | Лауреат                       |
| Лучший дебют                         | Берлинский кинофестиваль                             | Номинация                     |
| Луший латиноамериканский фильм       | фестиваль Сан-Себастьян                              | Номинация                     |
| Лучший фильм                         | кинофестиваль Гуадалахара                            | Лауреат                       |
| Лучший фильм                         | Карфагенский кинофестиваль                           | Лауреат                       |
| Премия FIPRESCI                      | Иерусалимский международный кинофестиваль            | Номинация                     |
| Премия зрителей                      | Кинофестиваль в Тулузе, Франция                      | Лауреат                       |
| Приз французского союза кинокритиков | Кинофестиваль в Тулузе, Франция                      | Лауреат                       |
| Премия Lions                         | Кинофестиваль в Роттердаме                           | Номинация                     |
| Лучший фильм                         | XV международный кинофестиваль в Италии              | Лауреат                       |
| Лучший фильм                         | Кинофестиваль в Армении                              | Почетный гость                |
| Лучший фильм                         | Film Fra Sor, Норвегия                               | Приз жюри                     |
| Лучшая иностранная актриса           | Фестиваль Нового кино, Монреаль, Канада              | Лауреат, Мария Мерседес Корой |
| Лучшая актриса                       | Кинофестиваль в Словакии                             | Лауреат, Мария Телон          |
| Лучший фильм                         | 42 кинофестиваль в Генте, Бельгия                    | Лауреат                       |
| Приз молодого жюри                   | 42 кинофестиваль в Генте, Бельгия                    | Лауреат                       |
| Лучший фильм                         | Кинофестиваль в Филадельфии, Пенсильвания, США.      | Лауреат                       |
| Лучший фильм                         | Международный кинофестиваль Молодость, Киев, Украина | Лауреат                       |
| Лучший фильм                         | Премия Platino 2016                                  | Номинация                     |
| Лучший сценарист                     | Премия Platino 2016                                  | Номинация                     |
| Лучший дебют                         | Премия Platino 2016                                  | Лауреат                       |
| Лучшая режиссёрская работа           | Премия Platino 2016                                  | Номинация                     |
| Лучший монтаж                        | Премия Platino 2016                                  | Номинация                     |
| Лучшая операторская работа           | Премия Platino 2016                                  | Номинация                     |
| Лучший звук                          | Премия Platino 2016                                  | Номинация                     |

## Актёрский состав
- Мария Мерседес Корой — Мария
- Мария Телон — Хуана
- Мануэль Мануэль Антун — Мануэль
- Хусто Лоренсо — Игнасио
- Марвин Корой — Пепе